# Алфред Винтерщайн
Алфред Фрайхер фон Винтерщайн (на немски: Alfred Freiherr von Winterstein) е австрийски психоаналитик, пионер в психоанализата.

## Биография
Роден е на 25 септември 1885 година във Виена, Австрия. Завършва известната Theresianische Akademie и гимназията „Франц Йосиф“. Получава бакалавърска си степен през 1903 г., а завършва ученето си по право през 1905 г. След като прочита „Тълкуване на сънищата“, Винтерщайн се свързва с Фройд и през 1910 г. става член на Виенското психоаналитично общество. Представя тезисите през 1911 и работи известно време за известния експериментален психолог Вилхелм Вундт в Лайпцигския университет. По време на визита в Бургхьолцли, докато работи с Ойген Блойлер, започва анализа с Карл Густав Юнг.
След Аншлуса на Германия с Австрия, Винтерщайн остава във Виена, но поради Нюрнбергските закони не е смятан за „чист ариец“ и му е забранено да практикува психоанализа. Такъв е и случая с Август Айхорн, единствения друг член на Виенското психоаналитично общество, който остава в града по време на войната.
След 1945 г., Винтерщайн играе една от главните роли във възстановяването на психоаналитичното общество във Виена и служи като негов президент от 1949 г. През 1953 и 1955 е поканен да изнесе лекции на конгресите на Международната психоаналитична асоциация. През 1957 г. влошеното му здраве го кара да се пенсионира и една година по-късно умира на 28 април във Виена на 72-годишна възраст.